# سزار سانچز
سزار سانچز (اسپانیایی: César Sánchez‎؛ زادهٔ ۲ سپتامبر ۱۹۷۱) یک بازیکن فوتبال اهل اسپانیا است.
از باشگاه‌هایی که در آن بازی کرده‌است می‌توان به باشگاه فوتبال رئال مادرید، والنسیا، باشگاه فوتبال رئال ساراگوسا، تاتنهام هاتسپر، ویارئال و رئال وایادولید اشاره کرد.
وی همچنین در تیم ملی فوتبال اسپانیا بازی کرده است.